# ブナシメジ
ブナシメジ（橅占地・橅湿地、学名: Agaricus marmoreus）はハラタケ科ハラタケ属のキノコ。傘の大理石模様が特徴。どのような料理にも合う食用キノコとして知られ、栽培も広く行われている。

## 分布・生態
北半球の温帯以北、日本国内では北海道から九州にかけて分布するが、北日本に多い。
木材腐朽菌（腐生菌）。夏から秋にかけて（主に秋）、ブナをはじめとするトチノキ、シナノキ、カエデなど、各種広葉樹林の立ち枯れ、朽木、倒木、埋もれ木、および切り株などの上に群生する。

## 形態
子実体は傘と柄からなる。傘は径5 - 15センチメートル (cm) 、はじめ半球形で、やがて開いてまんじゅう形から丸山形になる。傘の表面は類白色から淡い黄褐色で、中央部から周辺に広がるように濃色斑状の大理石模様を顕す。日陰に生えたものには大理石模様が見られない場合もある。ヒダは白色で、やや密、柄に対して直生から湾生する。
柄は長さ3 - 11 cm、中実で上下同大か下部がやや太く、中程で曲がることが多く、傘に対して中央かやや片側に寄った位置につく。柄の表面は類白色。肉は白色で厚く、弱い粉臭がある。胞子は4 - 5 × 3 - 4マイクロメートル (μm) の広卵形から球形。

## 名称の混乱
ブナの倒木に生えることからこの名で呼ばれている。
本種の人工栽培品はかつて「ホンシメジ」または「シメジ」の商品名で一般的に流通していたが、ホンシメジ（Lyophyllum shimeji）はキシメジ科シメジ属でコナラやアカマツ林に群生する別種である。そのため、1991年に林野庁はそのような慣行を改めるよう通達し、これを受けてホクトなど日本の主要なキノコメーカーは「ブナシメジ」の名称を使用するようになり、現在は「ブナシメジ」の名で広く流通している。

## 食用
歯触りが良く、味の良いキノコとして広く知られており、人工栽培品が食用キノコとして日本などで広く流通している。一年中出回っているが、本来の主な旬は9 - 10月とされ、笠が開きすぎず、張りのあるものが新鮮である。
歯切れがよく、まろやかで風味にも味にも癖がないため、和食・中華・洋食を問わずどんな料理にもよく合う。天然ものは人工栽培品よりずっと大型でしっかりした肉質で、粉臭が強く、やや苦いことがある。栽培品は選抜により苦味が少なくなっている。栽培ブナシメジを品種改良したホワイトブナシメジは、全体に白色でシメジ特有の苦味が少なく、つるんとした食感が特徴である。
ビタミンB1・B2、ナイアシン (B3) 、ビタミンD、食物繊維のほか、タンパク質やカルシウムの吸収を促す必須アミノ酸のリジンを多く含んでおり、可食部100グラム (g) あたりの熱量は18キロカロリー (cal) とかなり低カロリーなキノコである。旨味成分であるグルタミン酸などのアミノ酸も多いので、炒め物、汁物、キノコご飯などによく使われる。
傷みが早いため入手当日に食べきるのがよいが、保存する場合はポリ袋などに入れて冷蔵し、翌日には使い切るほうが良いといわれている。

## 栽培
生きた木の根に生える根生菌のホンシメジ (Lyophyllum shimeji) と異なり、死んだ木から栄養を取って成長する木材腐朽菌のキノコであるため、人工栽培が容易である。原木栽培と菌床栽培に分けられ、いずれの方法でも栽培可能。
菌床培地材料には、オガクズと栄養材が用いられ、ブナ、カバ等広葉樹が子実体の収量や品質の面から望ましいが、散水堆積処理してあれば、スギ、エゾマツ等針葉樹でも栽培可能。コーンコブミールやコットンハル等の農業および食品製造副産物も活用される。栄養材は、「コメ糠」「フスマ」「大豆皮」「乾燥オカラ」等が用いられる。炭酸ガス濃度や混合割合は、子実体の収量と品質に大きな影響を与える。ヒラタケ等と比較すると害菌抵抗力が弱く、菌床栽培の場合は空調管理された室内で行われる。栽培工場の労働者にブナシメジ胞子が原因と考えられる慢性呼吸器疾患が報告されている。
2018年（平成30年）に日本では117,966トン、506億円が生産された。
栽培特性
- 菌糸体生育温度は、5～30℃、最適温度22℃前後、湿度70%程度
- 培地含水率は、63%程度。30～40日で培地に菌糸体が蔓延させた後、60日間程度培養とほぼ同条件で熟成。熟成終了後、「覆土」「菌かき」「注水」などの刺激で子実体原基の形成を促す。
- 子実体発生初期は、温度15℃前後、湿度95～100%、光量70 lx程度、炭酸ガス濃度3,000 ppm以下で管理
- 生育工程は、温度15℃前後、湿度約95%、光量500～1000 lx、炭酸ガス濃度3,000 ppm以下で管理
- 栽培期間は、菌種や栽培方法により異なり、100～120日程度

### 栽培品の参考画像

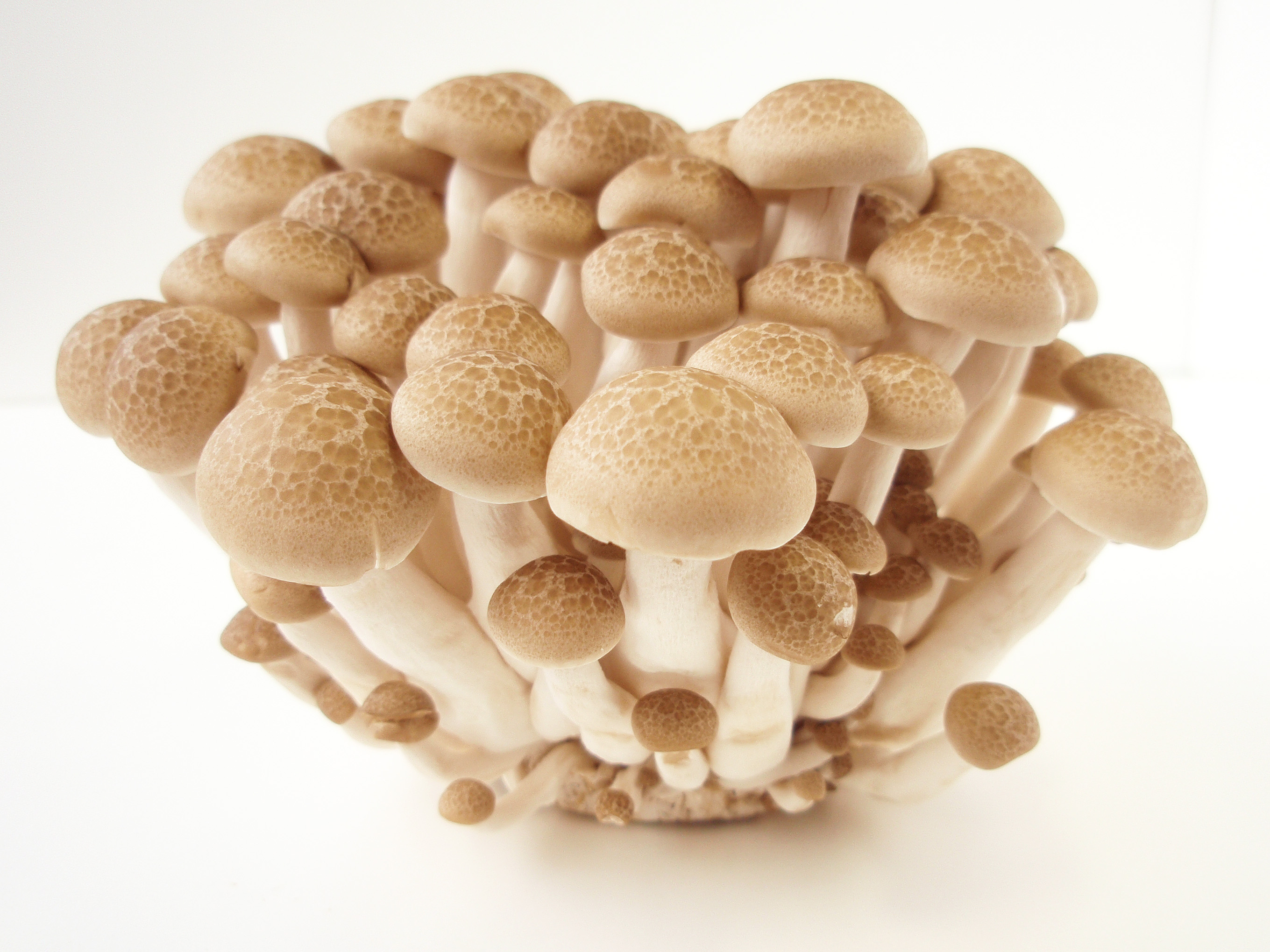
菌床栽培品
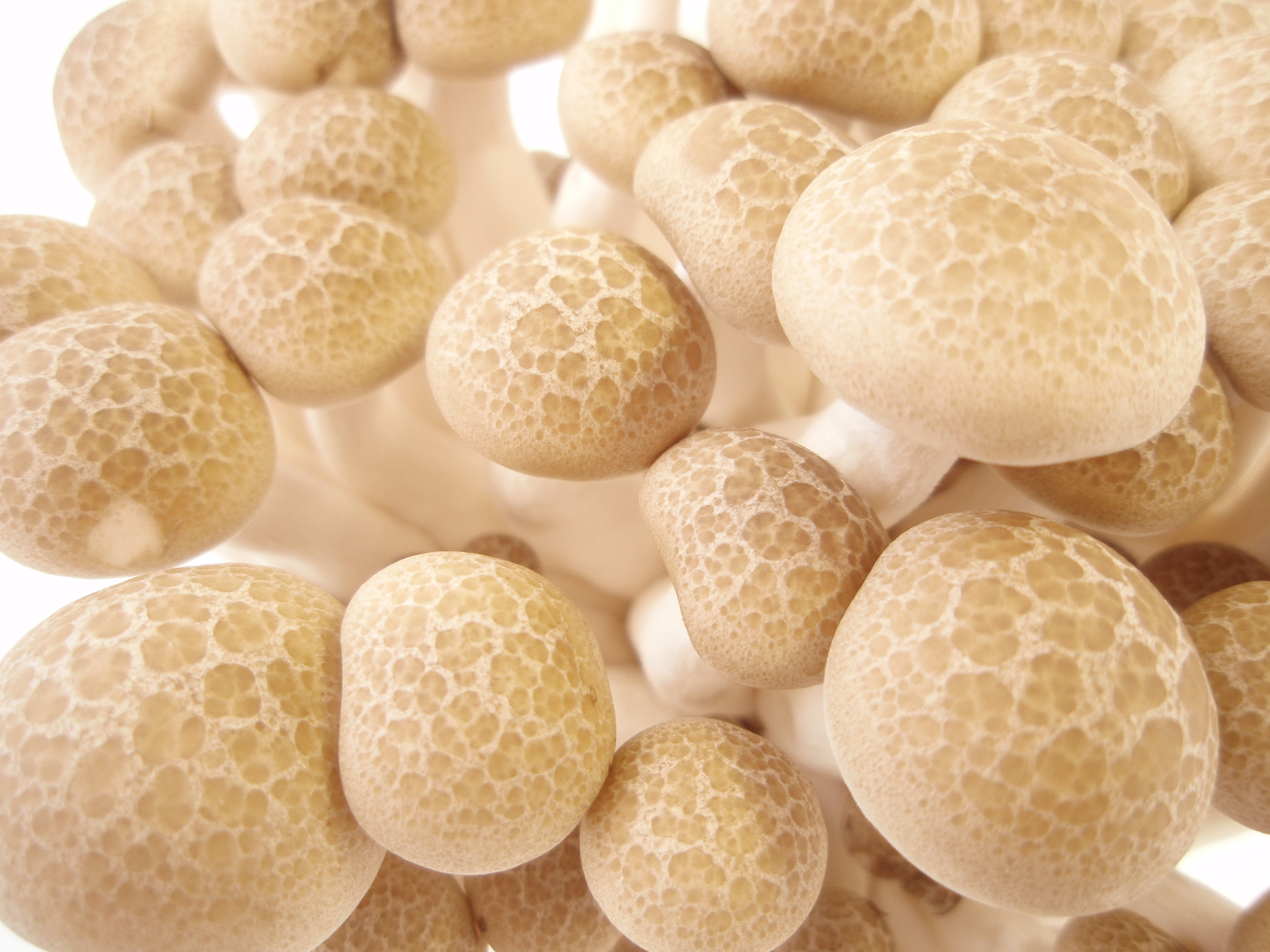
菌床栽培品の傘の模様
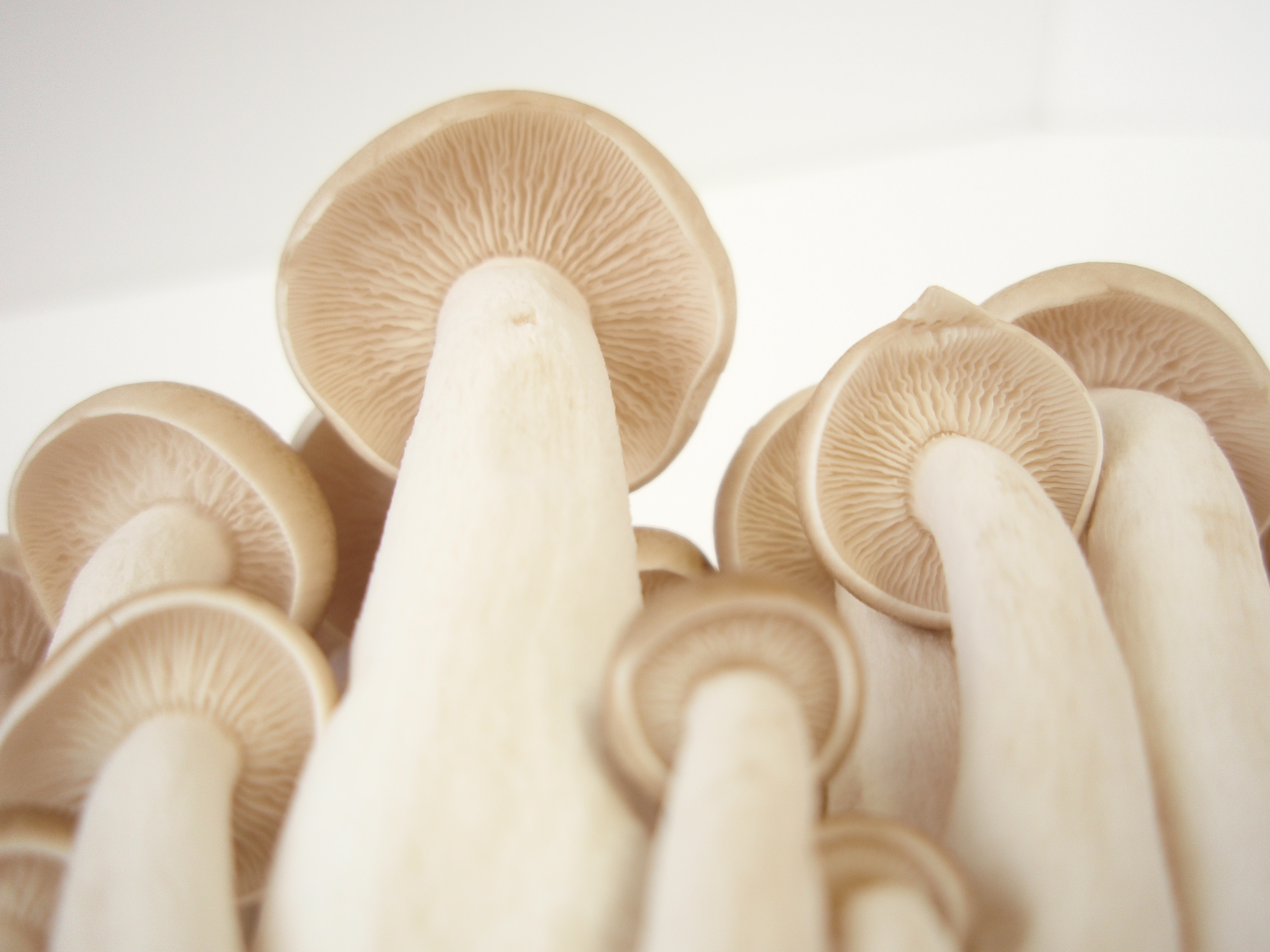
菌床栽培品の傘の裏
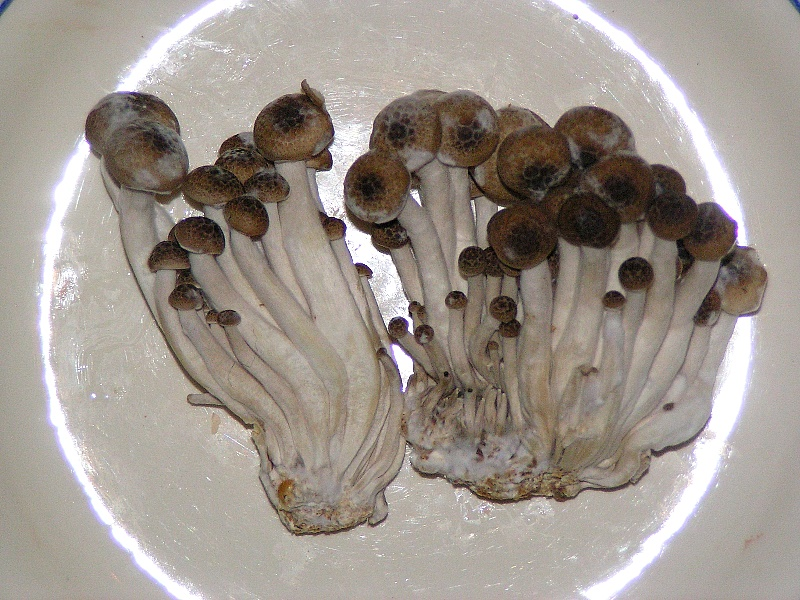
菌床栽培品
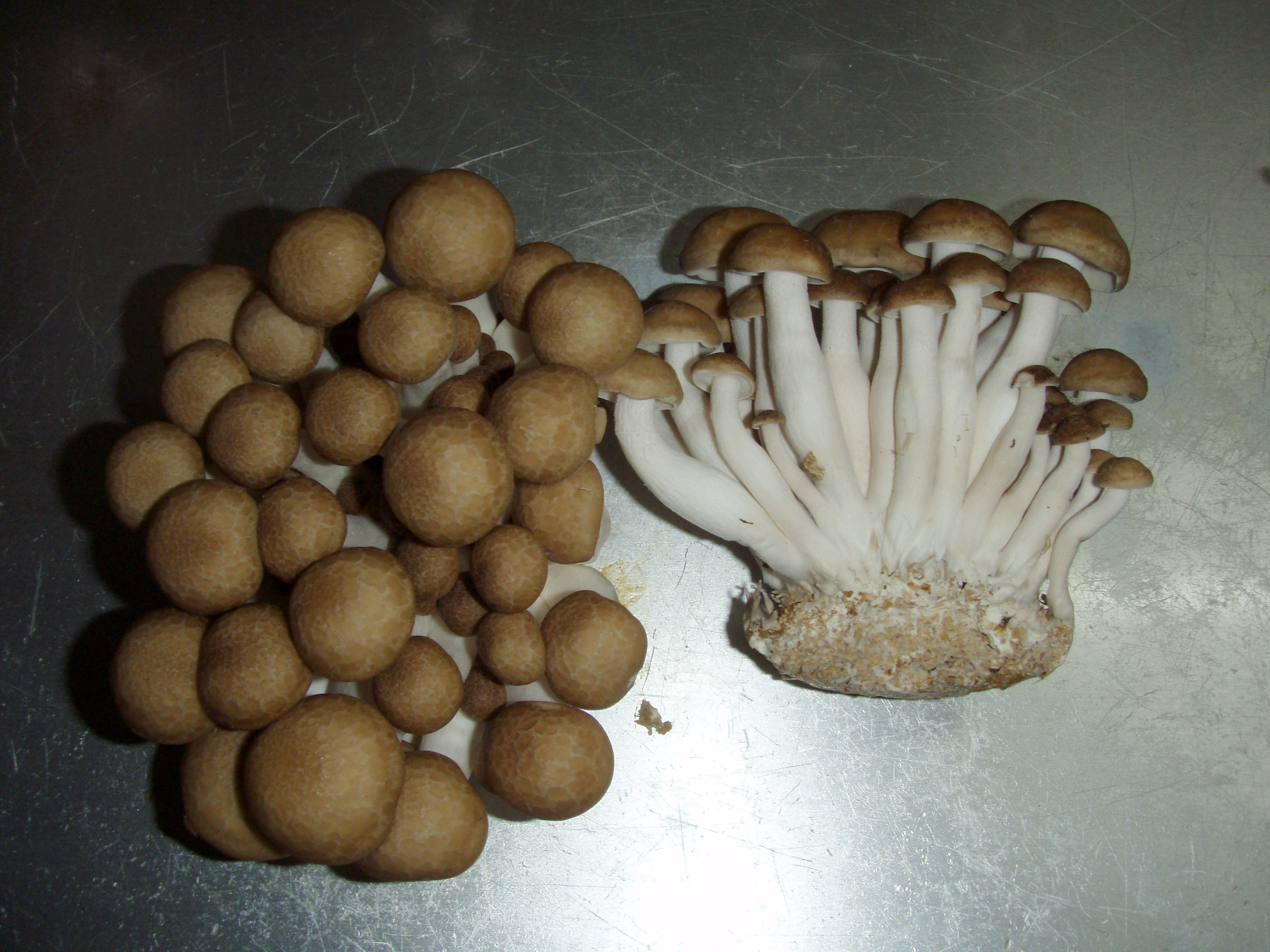
菌床栽培品（日本産）
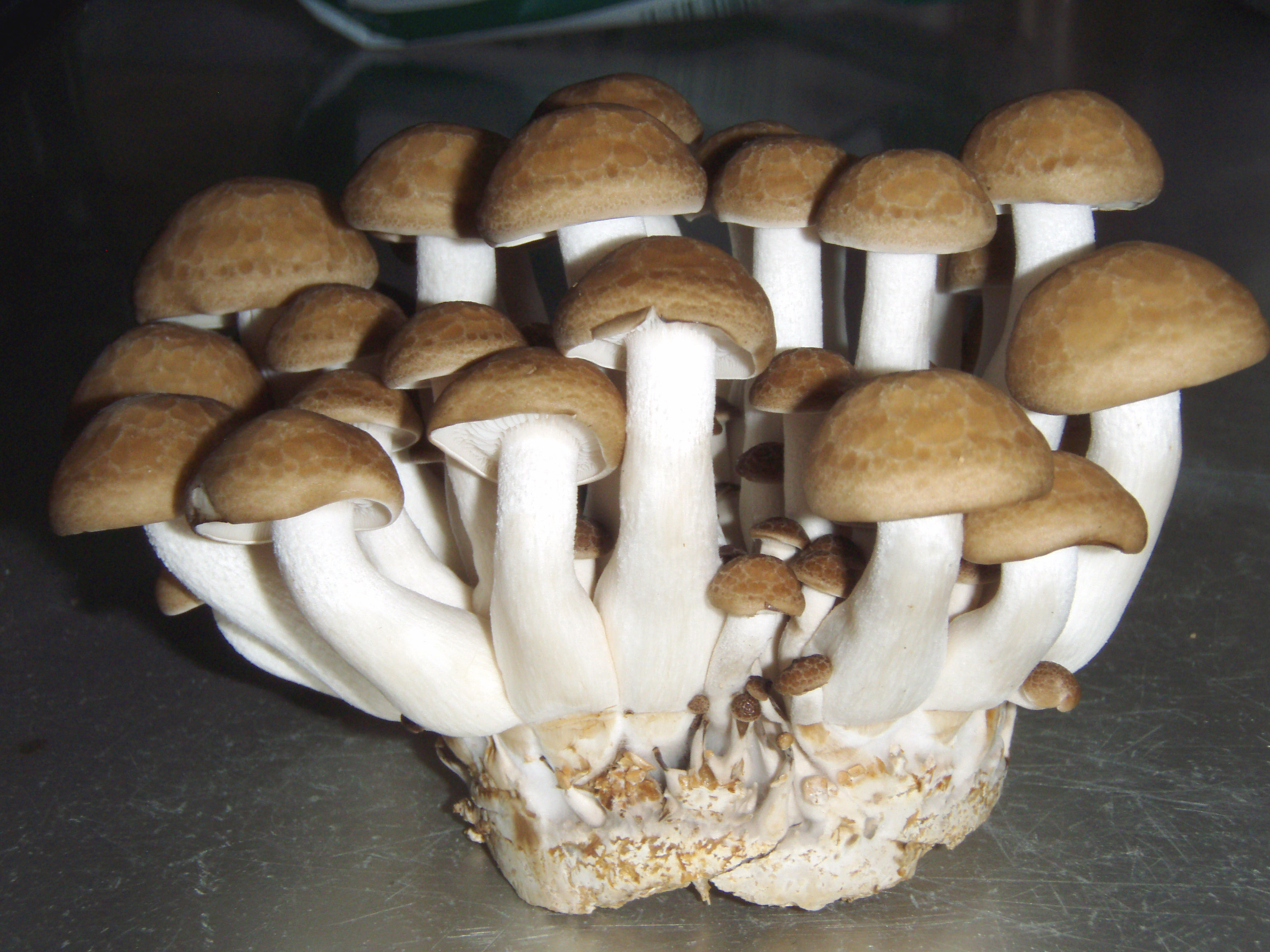
菌床栽培品（日本産）

## 分類
ブナシメジの属しているシロタモギタケ属は従来キシメジ科に属していたが、分子系統解析の結果ではシメジ科に属するとされている。かつて栽培品のブナシメジは、シロタモギタケ（Hypsizygus ulmarius）だと言われたこともあり、この2種が混同されてきた。しかし、その後は違いが認められて、傘の表面に大理石模様がないものをシロタモギタケとして区別している。